# 雲南人民反共志願軍
雲南人民反共志願軍，即俗稱的泰緬孤軍，1954年中華民國政府將原雲南反共救國軍未撤退的部隊改換番號，編為五個軍，總部先後駐於緬北的乃朗、蕩俄、老羅寨、江拉。1961年在滇緬邊境被緬甸、中華人民共和國聯軍擊敗。同年第一、二、四軍撤往臺灣；第三、五軍撤往泰國北部，1970年被泰國政府同意以難民身份留下，由泰國政府補給:144並且獲得泰國政府給予「泰北志願自衛隊」番號。

## 軍史

### 建軍過程
原雲南反共救國軍未撤部隊，編成「東南亞自由人民反共聯軍」。部隊推舉段希文為總指揮。
1954年，曼谷中美緬泰四國軍事委員會解散後，參謀總長彭孟緝向蔣中正總統提出，將緬甸境內的國軍殘部，改組為雲南人民反共志願軍。命柳元麟為總指揮，彭程、段希文為副總指揮，由國防部撥款支持。柳元麟於1954年10月由台灣，經泰國曼谷，抵達緬甸乃朗，在此組織雲南人民共和志願軍總部:183、184。

### 參與戰役及計劃列表
- 緬軍對國軍的戰爭：1955年1月29日至5月31日。
  - 緬軍與國軍和談：1955年12月5日至1956年5月31日。
- 安西計畫：1958年。
- 興華計畫：1959年
- 江拉之戰：1960年至1961年。又稱中緬聯合勘界警衛作戰。

### 撤離駐地和解散
1960年，江拉之戰失利，志願軍撤出緬甸。美援武器曝光導致美國對中華民國態度轉變，蔣中正面對國際輿論壓力，不得不表態將中國軍隊撤出緬甸，遂於1961年撤消了雲南人民反共志願軍部隊番號，將志願軍撤往臺灣。
第一、二、四軍撤往臺灣，而第三、五軍卻沒有撤離，而是留在泰國邊境，統轄權歸於泰國政府，泰方稱之為「國民黨中國軍隊難民」，第三、五軍後來與泰國政府合作，協助泰國政府清剿泰共:295、313。而第一軍原軍長呂人豪曾出面整理不撤的一、二、四軍人員，編入寮國溫拉提功麾下的一個營。:18、19
第三軍、第五軍被泰國政府同意以難民身份留下，由泰國政府補給:144並且獲得泰國政府給予「泰北志願自衛隊」番號。第三軍最後的駐地在唐窩、第五軍最後的駐地美斯樂。

## 組織
- 總部
  - 總指揮：柳元麟
  - 副總指揮：彭程、段希文、王少才、曹正元、夏超、夏季屏（1961.1-）
  - 參謀長：馬俊國—和榮先—羅漢清
  - 副參謀長：吳伯介—辛中科—李鑄靈

- 第一軍：呂維英（呂人豪）—吳運煖
- 第二軍：甫景雲—吳祖伯
- 第三軍：李文煥
- 第四軍：張偉成
- 第五軍：段希文